# (417634) 2006 XG1
(417634) 2006 XG1 est un astéroïde Apollon qui possédait, lors de sa découverte, une faible probabilité d'impact avec la Terre, ce dernier étant prévu, s'il avait lieu, le 31 octobre 2041. D'abord évaluée avec un niveau de risque 0 sur l'échelle de Turin, la probabilité d'impact est relevée au niveau 1 le 22 décembre 2006, après des observations complémentaires et des précisions sur le calcul de son orbite. Cependant, le 9 janvier 2007, le risque d'impact retombe à 0.
(417634) 2006 XG1 a été découvert le 11 décembre 2006 par le projet Catalina Sky Survey de l'université de l'Arizona. La taille de l'objet est estimée à entre 600  et   1 400 mètres par le NEODyS et à environ 670 mètres par le JPL Sentry System. Sa masse est estimée à 420 millions de tonnes.